# Sophie Thonon
Sophie Thonon (n. en Boulogne-sur-Mer) és una jurista i activista pels drets humans francesa. Va exercir com a advocada de familiars de desapareguts per la dictadura 1976-1983 que va patir Argentina. Actualment és presidenta de l'associació France Amérique-Latine i ho va ser també de l'Associació d'Advocats Droit-Solidarité. Així mateix, és membre del Grup Pro Diàleg Argentina-Regne Unit.
Com a representant dels parents d'Alice Domon i Léonie Duquet va assolir condemnar el genocida Alfredo Astiz a cadena perpètua el 1990 a França, però no es va poder complir perquè Astiz no va ser extradit pel govern argentí de llavors. També en absència, va assolir el 2010 la condemna a 25 anys de presó a José Octavio Riveiro, segrestador a Buenos Aires del xilè Jean Yves Claudet Fernandez.
Thonon i l'advocat William Bourdon van cridar com a testimoni el 2001, per la seva implicació en l'Operació Còndor, a Henry Kissinger, qui estava de vacances a París, però l'exsecretari d'Estat es va evadir.
Pel seu «compromís indestructible en la lluita pels Drets Humans» va merèixer el 2013 l'Ordre de Maig al Mèrit en grau Comendador de la República Argentina.